# Џон Бакус
Џон Бакус (енгл. John Backus; Филаделфија, 3. децембар 1924 — Ешланд, 17. март 2007) је био амерички научник који се бавио рачунарством. Био је вођа тима који је створио Фортран, први програмски језик широке примене.